# From Montréal
Pour plus de détails, voir Fiche technique et Distribution.
From Montréal est un documentaire québécois réalisé par Yannick B. Gélinas, sorti en 2012 dans le cadre du festival Pop Montréal, puis présenté en 2013 dans le cadre du Festival international du film sur l'art.

## Synopsis
From Montréal dresse le portrait, du point de vue identitaire et linguistique, de la scène musicale montréalaise dans la première décennie des années 2000. S'intéressant aux origines de groupes et d'artistes tels qu'Arcade Fire, Malajube, les Besnard Lakes, Louis-Jean Cormier, Patrick Watson et Ariane Moffatt, le documentaire met en lumière l'émergence de Montréal sur l'échiquier mondial du rock indie. Présentant la métropole québécoise comme véritable catalyseur créatif, From Montréal témoigne des collaborations et des ponts qui sont constamment créés entre les scènes francophone et anglophone, habituellement considérées comme distinctes.

## Fiche technique
- Titre français : From Montréal
- Titre anglais : From Montréal
- Réalisation : Yannick B. Gélinas
- Scénario : Jean Roy et Alexandre Vigneault
- Montage : Cyril Lochon
- Photographie : François Messier-Rheault
- Production : France Choquette et Jean Roy
- Sociétés de production : Eurêka! Productions
- Pays de production :  Canada
- Langue originale : français, anglais
- Format : couleur
- Genre : Film documentaire
- Lieux de tournage : Montréal, États-Unis
- Durée : 52 minutes
- Dates de sortie :
  - Canada
    - 20 septembre 2012 à Pop Montréal
    - 15 mars 2013 au Festival international du film sur l'art

## Distinctions
- 2013 : Prix Gémeaux, « Meilleur documentaire : culture »[7]